# 格倫維爾鎮區 (內布拉斯加州克萊縣)
格倫維爾鎮區（英語：Glenvil Township）是位於美國內布拉斯加州克萊縣的一個行政鎮區。

## 地方資料
格倫維爾鎮區的面積為92.45平方千米，皆為陸地。根據2020年美國人口普查的數據，當地共有人口391人，而人口密度為每平方千米4.23人。